# ضريح السيد حسن واقف
ضريح السيد حسن واقف (بالفارسية: آرامگاه سید حسن واقف) هو ضريح تاريخي يعود إلى القرن 15، ويقع في نطنز.